# Marco Angulo
Marco Antonio Angulo Álvarez (Los Mochis, Sinaloa, 22 de mayo de 1991) es un ex futbolista y entrenador mexicano, jugaba de delantero, debutó en Primera División el 17 de marzo del 2012, y su último equipo fue el Santos de Soledad.
Actualmente se desempeña como entrenador del Racing de Veracruz de la Serie A de México.

## Carrera
Angulo inició su carrera en 2010 militando en las fuerzas básicas del Club Necaxa, para posteriormente pasar al Cruz Azul, el 17 de marzo de 2012 tuvo la oportunidad de debutar en el primer equipo y en la Primera División cuando fue titular en el encuentro ante el Club Santos Laguna.
Luego de su debut en el máximo circuito Angulo formó parte de los equipos Cruz Azul Jasso y Cruz Azul Hidalgo, los cuales fungían como reservas del Cruz Azul. En 2015 abandonó al club celeste para pasar a jugar en el AEM Fútbol Club de la Liga Premier de Ascenso, tercera categoría del fútbol mexicano, posteriormente jugó en los clubes Irapuato y Santos de Soledad hasta retirarse en 2017.
En 2020 inició su carrera como entrenador cuando fue nombrado al frente del club Titanes de Querétaro de la Tercera División de México. Posteriormente dirigió al Michoacán Fútbol Club de la misma categoría. En febrero de 2023 fue nombrado como entrenador del equipo Aguacateros de Peribán de la misma liga.

### Como jugador
| Club              | País   | Año         | PJ | Goles |
| ----------------- | ------ | ----------- | -- | ----- |
| Cruz Azul         | México | 2010-2012   | 8  | 1     |
| Cruz Azul Hidalgo | México | 2013        | 9  | 4     |
| Cruz Azul Jasso   | México | 2013-2014   | 13 | 0     |
| Cruz Azul Hidalgo | México | 2014-2015   | 19 | 1     |
| AEM Fútbol Club   | México | 2015        | 11 | 1     |
| CD Irapuato       | México | 2016        | 13 | 2     |
| Santos de Soledad | México | 2016 - 2017 | 28 | 4     |

#### Como entrenador
| Club                   | País   | Año           |
| ---------------------- | ------ | ------------- |
| Titanes de Querétaro   | México | 2020 - 2022   |
| Michoacán Fútbol Club  | México | 2022          |
| Aguacateros de Peribán | México | 2023-2025     |
| Racing de Veracruz     | México | 2025-presente |

## Palmarés

### Distinciones con Clubes
| Liga o Copa           | Sede   | Resultado | Club      |
| --------------------- | ------ | --------- | --------- |
| Copa MX Clausura 2013 | México | Campeón   | Cruz Azul |